# Menghai
Menghai léase Meng-Jái (en chino:勐海县, pinyin:Měnghǎi xiàn) es un condado bajo la administración directa de la prefectura autónoma de Xishuangbanna. Se ubica al sur de la provincia de Yunnan, sur de la República Popular China. Su área es de 5511 km² y su población total para 2010 fue +300 mil habitantes.

## Administración
El condado de Menghai se divide en 11 pueblos que se administran en 6 poblados y 5 villas.